# Пахіцефус степовий
Пахіцефус степовий (Pachycephus cruentatus) — вид комах з родини Cephidae.

## Морфологічні ознаки
Тіло чорне, передньоспинка, крилові кришечки та останній тергіт черевця червоні. Крила затемнені. Довжина тіла — 10–13,5 мм.

## Поширення
Мала Азія, Палестина, північний Кавказ, Закавказзя. 
В Україні — Причорноморський Степ і Крим. Зустрічається дуже рідко (поодинокі особини).

## Особливості біології
Не вивчені.

## Загрози та охорона
Загрози: повне розорювання цілинного степу, викошування степової рослинності.
Треба вивчити особливості біології виду, створити ентомологічні заказники у місцях його перебування.